# آپارتمان صفر
آپارتمان صفر فیلم سینمایی محصول ۱۹۸۸ میلادی آرژانتین است که در ژانر فیلم‌های سیاسی و هیجان انگیز ساخته شده‌است. نویسنده و کارگردان این اثر هنرمند متولد آرژانتین، مارتین دونوان، و بازیگران مشهورش هارت بوچنر و کالین فرث هستند. این فیلم با لایه‌های هومو اروتیک و لحظات کمدی سیاهش شهرت یافت. تولید فیلم در سال ۱۹۸۸ پایان یافت و برای اولین بار در بسیاری از جشنواره‌های فیلم سال ۱۹۸۹ به نمایش درآمد.
این فیلم در زبان اسپانیایی با نام Conviviendo con la muerte به معنای «زندگی با مرگ» منتشر شد ولی نام انگلیسی Apartment Zero نیز به صورت Apartamento cero استفاده شد.

## داستان
آدریان لدوس (کالین فرث) صاحب یک سینمای مختص فیلم‌های کلاسیک در بوئنوس آیرس است. آدریان از لحاظ عاطفی سرکوب شده و در معرض ابتلا به بیماری سوء ظن و بدگمانی نسبت به فیلم‌های قدیمی‌اش است و مادرش که ساکن یک خانه سالمندان است، مبتلا به زوال عقل گردیده. بیماری پارانویا در آدریان در حال پیشرفت به‌طور فزاینده است. آدریان مستأجر یک ساختمان آپارتمانی و واحدی نقلی است. او در آپارتمان شمارهٔ ۱۰ زندگی می‌کند، اگر چه عدد ۱ روی درب از دست رفته‌است (نام فیلم از اینجا گرفته شده). جدا از مادرش عاطف آدریان در زندگی به فیلم‌های سینمایی محدود شده و به‌طور خاص آثار کلاسیک آمریکایی و ستاره‌های این‌گونه فیلم‌ها را دوست دارد. آپارتمان صفر با یک نما از آدریان در سینمایش، و در حال تماشای صحنه نهایی فیلم نشانی از شر، شروع می‌شود.
پس از آن که سینمای کوچک او، سینه نیویورک، بیشتر و بیشتر در ضررهای مالی فرومی‌رود، آدریان برای دفع ضرر مجبور می‌شود به گرفتن یک هم اتاقی در آپارتمان خود تن دهد. پس از ملاقات با چندین متقاضی، او در دیدار با مردی خوش تیپ، جذاب و آمریکایی به نام جک کارنی (هارت بوچنر) رضایت می‌یابد. آدریان به وضوح مجذوب جک شده و جک نیز به وضوح از آن آگاه است. جک موافق با به اشتراک گذاشته شدن اتاق است. آن‌ها به سرعت کارهای معمول داخل اتاق را بین خود تقسیم وظایف می‌کنند (مانند شستشو و پخت‌وپز) و جک در سینمای کلاسیک، به آدریان می‌پیوندد. همچنین میان این دو شروع پیوندی عاطفی در جریان است.
جک ارتباطات‌هایی با چند تن از همسایه‌ها برقرار می‌کند. آدریان، ناراحت شده و حسادت می‌کند. آدریان به جک هشدار داده و به او می‌گوید که به همسایگان اعتماد ندارد. با وجود حسادت آدریان، جک همچنان با چندین نفر ارتباط برقرار می‌کند؛ از جمله با همسر یکی از همسایگان رابطه جنسی دارد. کلودیا، فروشندهٔ بلیط در سینمای آدریان، با یک کمیتهٔ سیاسی مرتبط است که در حال تحقیق دربارهٔ یک سری از کشتارهایی است که شباهت قابل توجهی به اعضای جوخه‌های مرگ در آرژانتین دههٔ ۱۹۷۰ میلادی، دارد.
آدریان در می‌یابد که جک دربارهٔ کار با یک شرکت کامپیوتری به او دروغ می‌گوید و پارانویا باعث می‌شود به نظر آدریان برسد که جک بر او جاسوسی می‌کند اما در عین حال آدریان وحشت زده‌است که جک او را ترک خواهد کرد. او اتاق جک را جستجو می‌کند و تعدادی عکس جک را با لباس‌های شبه‌نظامی پیدا می‌کند. وقتی جک بازمی‌گردد، آدریان بسیار هیجان زده می‌شود: «اگر این ماسک باشد یا آن را از بین ببرید یا آن را برای همیشه بسوزانید.» جک او را آرام می‌کند اما سوء ظن‌هایش می‌یابد وقتی متوجه می‌شود که آدریان در اتاقش بوده‌است.
علیرغم این که آدریان خود را شخصی غیر سیاسی می‌داند، اجازه می‌دهد که کمیتهٔ کلودیا از سینمای او برای دیدن فیلم‌های اعضای جوخهٔ مرگ استفاده کنند. آدریان به تماشای برخی از صحنه‌های آن می‌پردازد و به نظرش می‌رسد نشانه‌هایی که در فیلم دیده می‌شوند، در برخی از عکس‌های سابق جک هم قبلاً دیده‌است. جک، با درک این که آدریان بیشتر به او مشکوک شده‌است، پاسپورت آدریان را جعل می‌کند و آماده ترک آرژانتین است. اما پاسپورت او منقضی شده‌است و او موفق نمی‌شود کشور را ترک کند. جک یک مرد همجنسگرا را از فرودگاه با خود می‌برد و با او به یک هتل می‌رود، جایی که او را برای گذرنامه اش می‌کشد، و پس از آن تلاش می‌کند عکس‌های خود را به گذرنامه مرد مُرده بچسباند. کلودیا جک را در عکس‌های جوخهٔ مرگ شناسایی می‌کند و او را به عنوان «مایکل ولر» معرفی می‌کند که به ظن آن‌ها مرده‌است، اما تنها توسط آشنایان و حلقهٔ نزدیکانش او شناخته شده‌است.
در ضمن آدریان با مرگ مادرش بسیار ضربه می‌خورد. آدریان مست می‌شود و باعث ایجاد مزاحمت‌هایی در آپارتمان خود نسبت به همسایگان خود می‌شود. صبح روز بعد یک گزارش تلویزیونی از قتل یک مرد جوان خبر می‌دهد و جالب اینجاست که همسایگان فکر می‌کنند که شاید آدریان قتل را انجام داده‌است؛ کاری که در واقع جک کرده. آن شب همسایگان به مقابله با آدریان، به زور وارد آپارتمان او می‌شوند و حملات جسمی به او می‌کنند که به شدت مجروح می‌شود.
همان‌طور که آدریان در مراسم خاکسپاری مادرش شرکت می‌کند، کلودیا به آپارتمان می‌آید و جک را شناسایی می‌کند. هنگامی که آدریان بازگشت، جنازهٔ کلودیا را در دست جک می‌بیند. جک تلاش می‌کند تا او را اغوا کند، به او می‌گوید: "اجازه بده ماسک را پاک کنم و دوباره برگردانم، خوب؟" آدریان به وضوح به خاطر از دست دادن جک وحشت‌زده شده و قتل او را ترسانده. او به جک کمک کمک می‌کند نعش را دفن کند. در راه خروج آنها نزد یکی از همسایگان می‌روند و جک می‌گوید که او صبح به کالیفرنیا می‌رود.
پس از دفع بدن مرده، آدریان می‌پرسد که واقعاً قرار است فردا با هم به کالیفرنیا بروند و جک با شوق و ذوق موافقتش را اعلام می‌کند. پشت در آپارتمان آدریان نظرش تغییر می‌کند و برای گرفتن تفنگ جک در اتاق نشیمن روانه می‌شود. جک از اتاق خود آمده و پشت سر آدریان سریع راه می‌رود. جک متوجه می‌شود چه اتفاقی در حال افتادن است و هر دو آنها برای تفنگ می‌روند. جک سعی می‌کند مانع آدریان شود و او را بگیرد ولی موفق نمی‌شود و هر دو مجدداً به سوی اسلحه می‌دوند. در نهایت آدریان زودتر به تفنگ می‌رسد و انگشت بر روی ماشه به سمت جک نشانه می‌رود و جک می‌گوید: «انجامش بده» و تفنگ شلیک می‌شود.
چند روز پس از، آدریان در خانه است که هنگام شام یکی از همسایه‌ها پشت درب می‌آید و دنبال نشانی جک در کالیفرنیا است. آدریان می‌گوید او خبری از جک ندارد و درب را می‌بندد. او به میز شام بازگشته و دو لیوان شراب یکی برای خودش و یکی برای جسد جک که او را کنار خود نگه داشته‌است، می‌ریزد. صحنه نهایی سینمای آدریان را غرق در جمعیت مردان نشان می‌دهد و دلیلش این است که این سینما در حال حاضر یک سینمای پورن است. آدریان که هرگز در طول فیلم بیرون نرفته در کت و شلوار و کراوات و ژاکت چرمی سیاه با سیگار سفیدی بر لب (لباس مورد استفاده جک) سینما را ترک می‌کند.

## بازیگران
- هارت بوچنر - جک کارنی
- کالین فرث - آدریان لدوس
- دورا برایان - مارگارت مک‌کینی
- لیز اسمیت - ماری لوئیس مک‌کینی
- فابریتسیو بنتیوولیو - کارلوس سانچز وارن
- جیمز تلفر - وانسا
- میرلا دآنجلو - لائورا ورپاچوفسکی
- خوآن ویتالی - آلبرتو ورپاچوفسکی
- سیپه لینکوفسکی- خانم ترنیف
- فرانسیزا د آلوخا - کلاودیا
- میگوئل لیخرو - خانم پالما
- الویا آندرئولی - مادر آدریان
- ماریکنا مونتی - خوانندهٔ تانگو
- لوئیی رومرو - پروژکتوری
- مکس برلینر - مستأجر تننت
- دبرورا بیانسو - دختر داخل کافه
- فدریکو دلیا - پسر داخل کافه
- رائول فلوریدا - رابط آرژانتینی جک
- کلادیو کیاسی - مرد جوان در سینما
- گابریل پوسنیاک - مرد مُرده
- داروین سانچز - بازرس پلیس
- دانیل کوریلو - پلیس جوان
- میگوئل آنخل پوررو - راننده تاکسی
- ازکیوال دونوان - فرد خارجی
- ادواردو پرالتا راموس - فرد خارجی
- جان کمپس - فرد خارجی
- گورگان جانسون - فرد خارجی
- لیسانه کول - عضو سیاسی در سینما
- جرمن پلاسیوس - عضو سیاسی در سینما
- اوراسیو ارمان - عضو سیاسی در سینما
- اینس استیوز - عضو سیاسی در سینما
- فرانچسکا دالویا

### جوایز
- جشنواره کنیاک دو فیلم برنده جایزه منتقدان بهترین فیلمنامه‌نویسی و جایزه ویژه هیئت داوران به مارتین دونوان (۱۹۹۰)
- جشنواره بین‌المللی فیلم سیاتل جایزه سوزن فضایی طلایی برای بهترین فیلم (۱۹۸۹)
- جشنواره فیلم ساندنس نامزد جایزه بزرگ هیئت داوران (دراماتیک) (۱۹۸۹)